# جزيرة ووكام

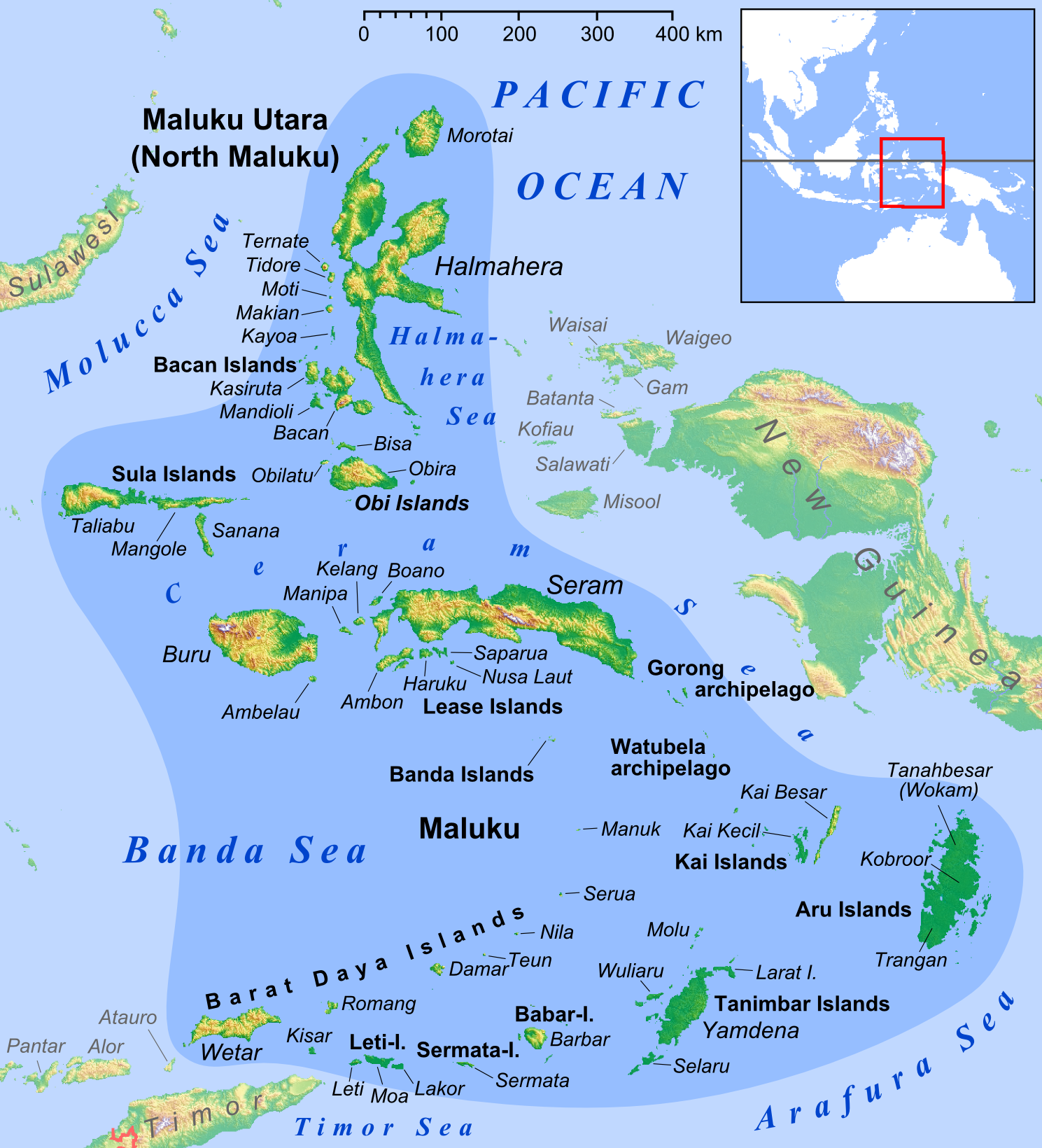

جزيرة تاناهبيسار أو تاناه الكبرى أو ووكام هي واحدة من الجزر الأربع الرئيسية في جزر آرو في بحر آرافورا. مساحتها 1604 كيلومتراً مربعاً. ويقع ضمن مقاطعة مالوكو بإندونيسيا. الجزر الرئيسية الأخرى في الأرخبيل هي جزر كولا وكوبرور وميكور وترانيغان.